# Хопто-Терер
Хопто-Терер — небольшой остров-скала в Северном Ледовитом океане, принадлежащий Российской Федерации. Относится к архипелагу Ляховские острова.
Современное название нанесено на карту в 1929 году (в переводе с якут. — «место, где чайки яйца кладут»).
Согласно космической съёмке (2018) располагается в 600 м от юго-восточного мыса острова Большой Ляховский — мыса Шалаурова (Эмий Мунка) и в 59 км от материка; остров вытянут с запада на восток и имеет длину ок. 90 м, ширина - ок. 20 м. Остров скалистый. Берега высокие. Глубины вокруг острова от 1 до 5 м.
Постоянного населения на острове нет. Согласно административно-территориальному делению России остров находится на территории Булунского улуса Якутии.